# Ben More Assynt
Ben More Assynt är ett berg i Storbritannien.   Det ligger i kommunen Highland och riksdelen Skottland, i den norra delen av landet, 800 km norr om huvudstaden London. Toppen på Ben More Assynt är 998 meter över havet.
Terrängen runt Ben More Assynt är huvudsakligen kuperad. Ben More Assynt är den högsta punkten i trakten. Trakten runt Ben More Assynt är nära nog obefolkad, med mindre än två invånare per kvadratkilometer. Trakten runt Ben More Assynt består i huvudsak av gräsmarker.